# 12496 Екгольм
12496 Екгольм (12496 Ekholm) — астероїд головного поясу, відкритий 22 березня 1998 року.
Тіссеранів параметр щодо Юпітера — 3,473.